# Doktorhaus

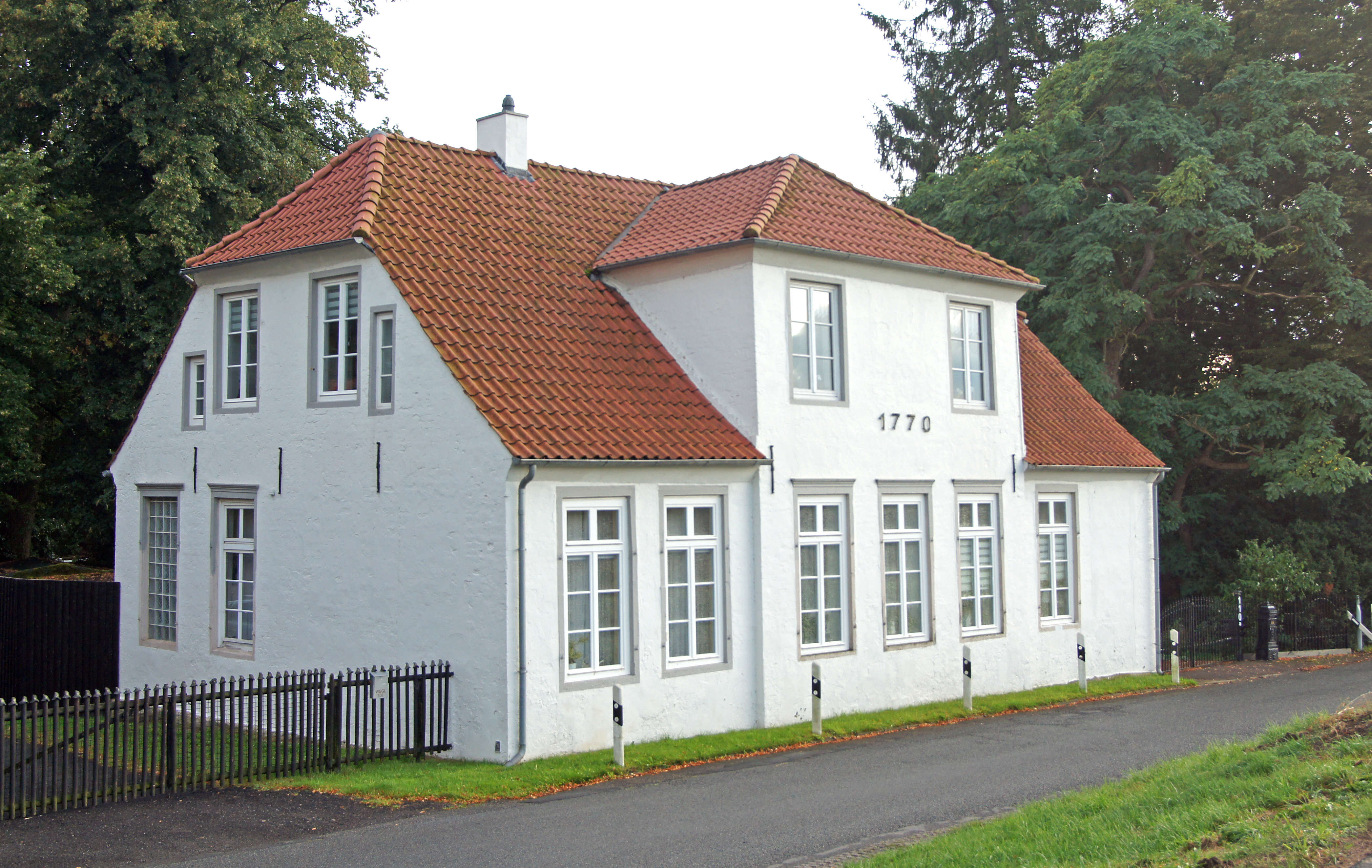
Doktorhaus

Das Doktorhaus befindet sich in Bremen, Stadtteil Burglesum, Ortsteil Werderland, Lesumbroker Landstraße 110. Das Haus entstand 1770 (Inschrift). Es steht seit 1993 unter Bremer Denkmalschutz.

## Geschichte

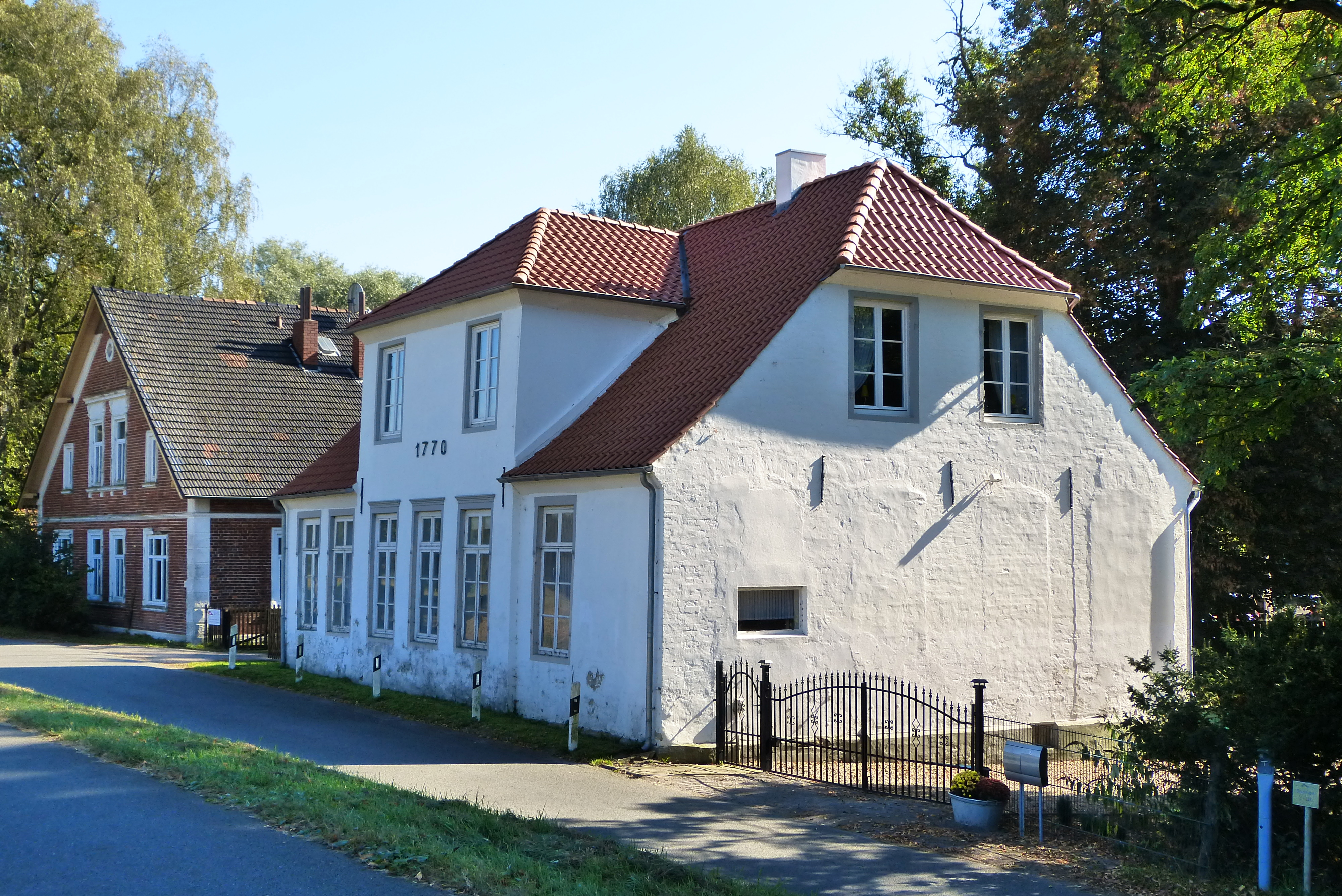
Straßenansicht, Nordwest

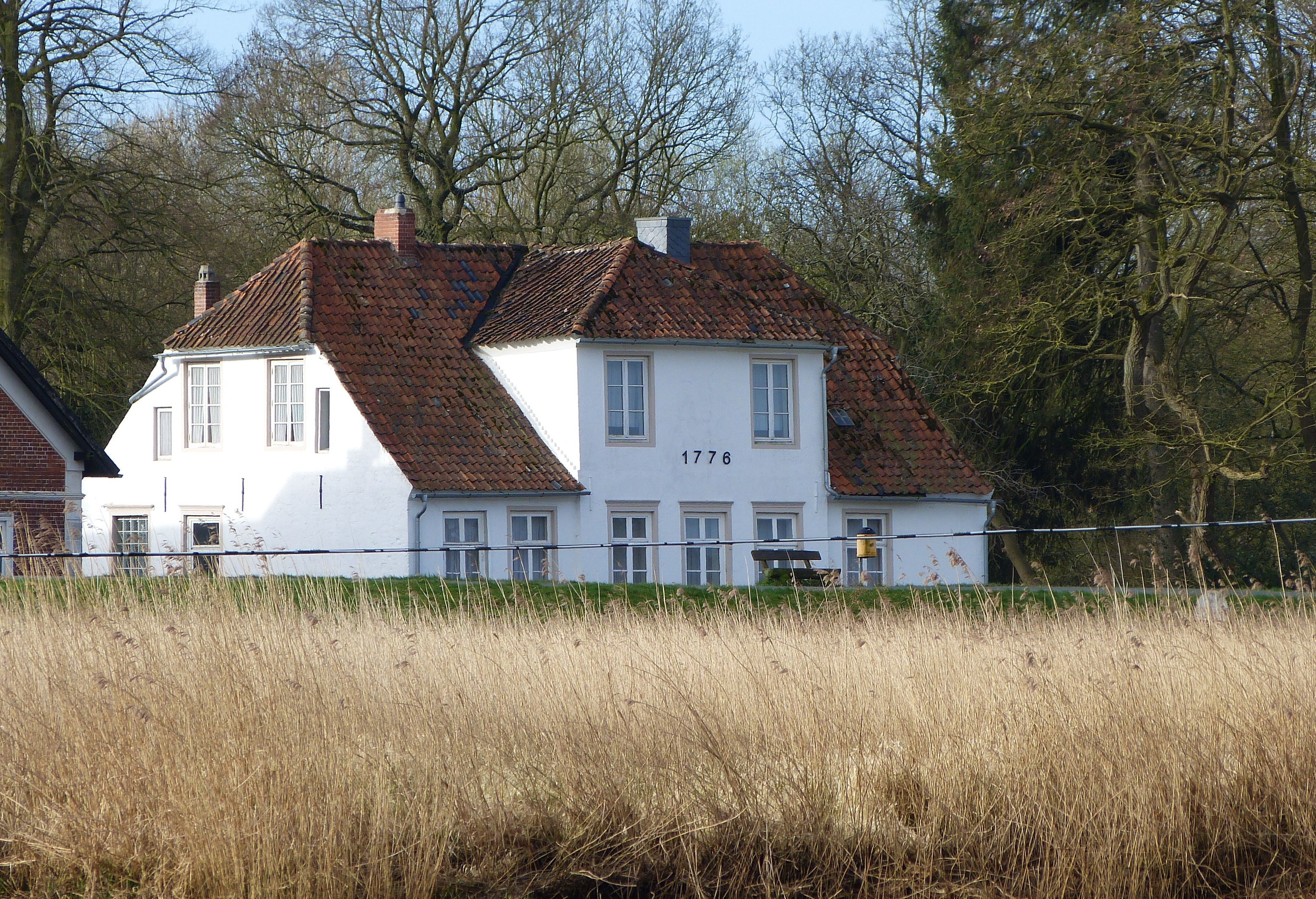
Hinter dem Deich, gesehen vom rechten Lesumufer

Das eingeschossige, verputzte, schlichte Haus mit Krüppelwalmdach und zwei breiten, zweigeschossigen,  abgewalmten Mittelrisaliten sowie einer zweiflügeliger Rokokotür wurde um 1770 in der Epoche des Barocks auch mit Formen des Klassizismus für den Arzt Carl von Ransfeld als dessen Sommersitz gebaut. Im Garten soll es noch Elemente einer repräsentativen Gestaltung geben, wie die Reste von Gartenskulpturen. 
Das Landesamt für Denkmalpflege Bremen schrieb dazu: „Der in der Gesamterscheinung wohlproportionierte, in der Einzelgestaltung zurückhaltend erstellte Bau ist typisch für einen Landsitz vom Ende des 18. Jahrhunderts.“
Heute (2018) wird das Haus wahrscheinlich noch für Wohnzwecke genutzt. 
Das Bauernhaus Spiegelhof von 1667, Lesumbroker Landstraße 220, steht auch unter Denkmalschutz.